# Montagny-près-Yverdon
Montagny-près-Yverdon es una comuna suiza del cantón de Vaud, situada en el distrito de Jura-Nord vaudois. Limita al norte con la comuna de Valeyres-sous-Montagny, al noreste con Grandson, al este con Yverdon-les-Bains, al sur con Treycovagnes y Chamblon, y al oeste con Champvent.
La comuna formó parte hasta el 31 de diciembre de 2007 del distrito de Yverdon, círculo de Champvent.

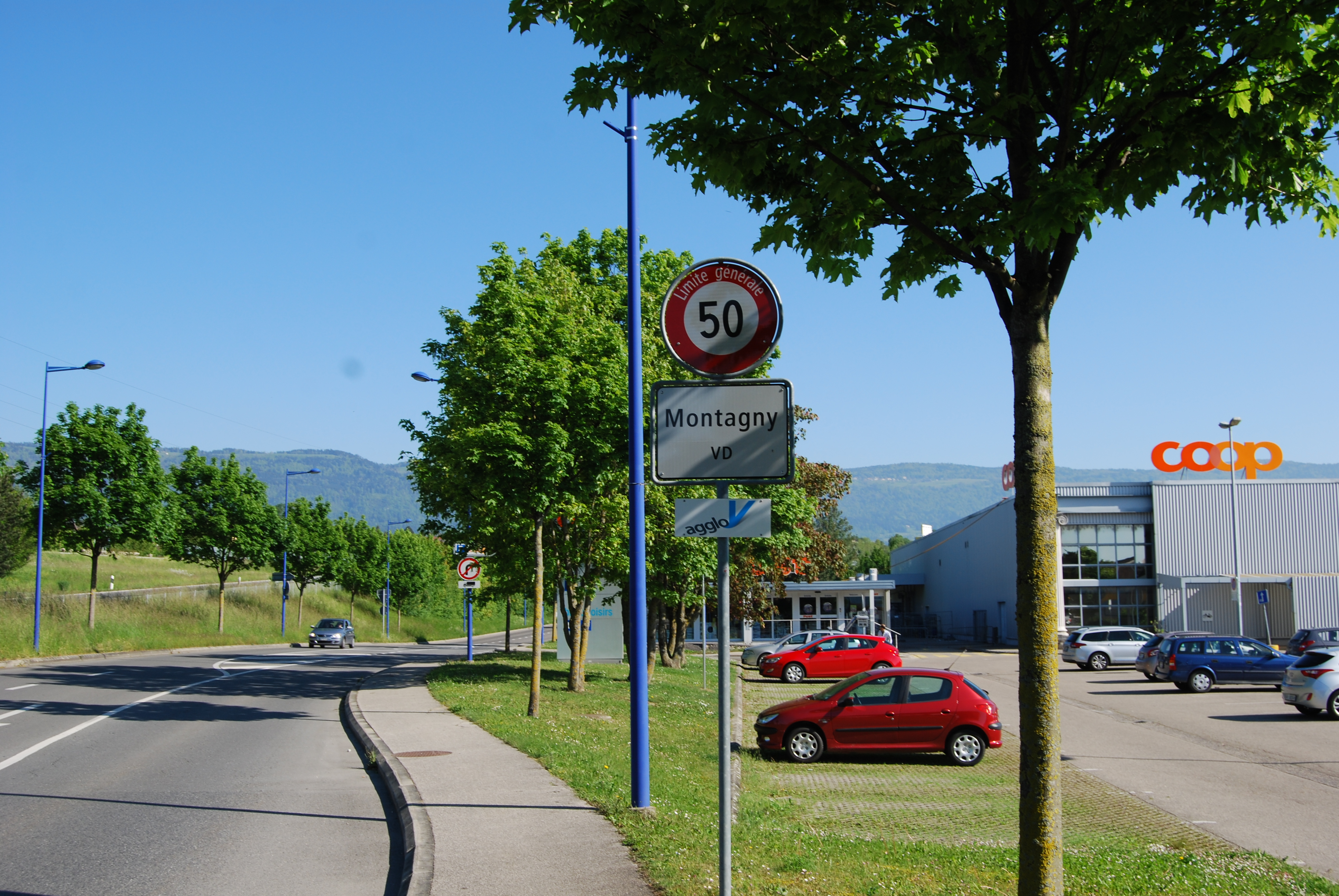
Montagny-près-Yverdon